# República de Pisa
La República de Pisa (en italiano: Repubblica di Pisa) fue un estado independiente de facto creado por la ciudad costera de Pisa a finales del siglo XI, situado en la desembocadura del río Arno en la Toscana, Italia. Existió como tal hasta 1406. Junto a Amalfi, Venecia y Génova era una de las cuatro repúblicas marítimas.
La República de Pisa llegó a convertirse en una potencia económica y sus comerciantes llegaron a controlar gran parte del Mediterráneo, antes de ser superados por los genoveses en el siglo XIII. La época de máximo poderío pisano está comprendida entre los siglos XII y XIII.

## Supremacía
Desde sus orígenes, Pisa se encontraba en continua lucha contra los sarracenos, los cuales controlaban Córcega y Cerdeña. Ante tal amenaza, en 1016, pisanos y genoveses capturaron ambas islas, iniciando el período de supremacía pisana en el Mediterráneo occidental. Cuando poco más tarde, Pisa expulsó a Génova de Cerdeña, comenzó una tensa relación entre ambas repúblicas.
A partir de entonces, comienza una rápida expansión de la república de Pisa a lo largo del mare nostrum. Entre 1030 y 1035, Pisa conquista Cartago y, entre 1051 y 1052, el almirante Jacopo Ciurini conquista Córcega a los genoveses. En 1077, el Papa Gregorio VII reconoce las "leyes y costumbres del mar" instituidas por Pisa. En 1092 el Papa Urbano II ratifica la supremacía pisana en Córcega y Cerdeña y le concede el rango de arzobispado. En 1116, en una expedición conjunta con el conde de Barcelona, asalta Mallorca e Ibiza y se establecen puestos comerciales por todo el Mediterráneo gracias a su participación en las Cruzadas: Túnez, Alejandría, Acre, Tiro, Constantinopla...

## Declive y final
Sin embargo la rivalidad entre Pisa y Génova se agudizó en el siglo XIII y estalló en la batalla de Meloria (1284), que marcó el declive del poderío pisano, con la renuncia de Pisa a toda pretensión sobre Córcega y la cesión a Génova de parte de Cerdeña (1299). Tras estas derrotas, el poder marítimo de Pisa se extinguió de modo definitivo y Génova, culminando con éxito una serie de empresas, pasó a desbancar a su rival en la supremacía comercial en el Mediterráneo.
Finalmente en 1402 fue vendida a la República de Florencia por los Visconti y después de una inútil resistencia, la ciudad fue integrada en la república florentina.